# Г̌
Cette page contient des caractères spéciaux ou non latins. S’ils s’affichent mal (▯, ?, etc.), consultez la page d’aide Unicode.
Г̌ (minuscule : г̌), appelé gué caron, est une lettre additionnelle de l’alphabet cyrillique utilisée en shughni et en wakhi. Elle est composée du gué ‹ Г › diacrité d’un caron.

## Représentation informatique
Le gué caron peut être représenté avec les caractères Unicode suivants :
- décomposé (cyrillique, diacritiques)[1],[2] :

| formes    | représentations | chaînes de caractères | points de code | descriptions                                      |
| --------- | --------------- | --------------------- | -------------- | ------------------------------------------------- |
| capitale  | Г̌               | Г◌̌                    | U+0413 U+030C  | lettre majuscule cyrillique gué diacritique caron |
| minuscule | г̌               | г◌̌                    | U+0433 U+030C  | lettre minuscule cyrillique gué diacritique caron |